# Arthur Apfel
Arthur Apfel (* 29. Oktober 1922 in Johannesburg, Südafrikanische Union; † 15. September 2017 in Johannesburg, Südafrika) war ein britischer Eiskunstläufer, der im Einzellauf startete.
Bei der ersten Eiskunstlaufweltmeisterschaft nach dem Zweiten Weltkrieg, 1947 in Stockholm, gewann er hinter Hans Gerschwiler und Richard Button die Bronzemedaille. Die Eiskunstlauf-Europameisterschaft im selben Jahr beendete er als Vierter.

## Ergebnisse
| Wettbewerb / Jahr         | 1947 |
| ------------------------- | ---- |
| Weltmeisterschaften       | 3.   |
| Europameisterschaften     | 4.   |
| Britische Meisterschaften | 1.   |